# Yrjö Sakari Yrjö-Koskinen

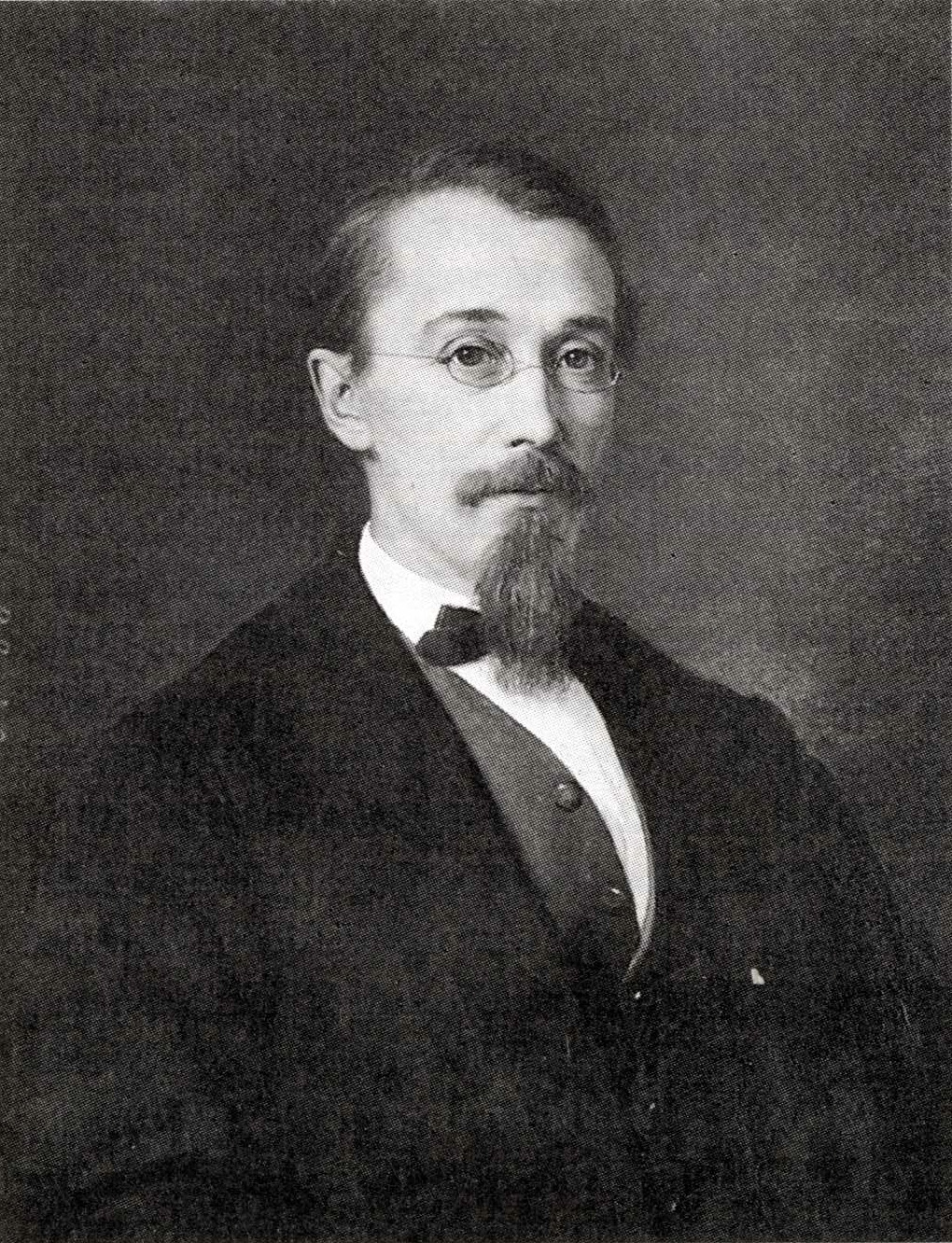
Yrjö Sakari Yrjö-Koskinen

Baron Yrjö Sakari Yrjö-Koskinen (narozen jako Georg Zakarias Forsman, též znám pod uměleckým pseudonymem Yrjö Koskinen; 10. prosince 1930 Vaasa – 13. listopadu 1903 Helsinky) byl svobodný pán, senátor, profesor, historik, politik, předseda Finské strany, kde vystřídal Johana Vilhelma Snellmana. Stal se ústřední postavou hnutí fennomanů, které se snažilo zrovnoprávnit finštinu se švédštinou na finském území a pozvednout finskou kulturu, a tím ochránit finský národ před zaniknutím zapříčiněné nátlakem švédské vládnoucí menšiny. Yrjö-Koskinen se původně narodil jako Georg Zakarias Forsman a jeho rodina z otcovy strany pocházela ze Švédska. Později si vlivem fennomanství pofinštil své jméno na dnes známou podobu Yrjö Sakari Yrjö-Koskinen.
Je pohřben na hřbitově Hietaniemi v Helsinkách, kde jsou pohřbeni další finští velikáni, jako například K. E. G. Mannerheim, Zachris Topelius nebo K. J. Ståhlberg.